# Helina perexigua
Helina perexigua este o specie de muște din genul Helina, familia Muscidae. A fost descrisă pentru prima dată de Pandelle în anul 1899. Conform Catalogue of Life specia Helina perexigua nu are subspecii cunoscute.